# 색전증
색전증(塞栓症, embolism)은 혈류나 림프류에 의해 맥관계(脈管系:혈관 및 림프관) 속으로 운반되어 온 여러 부유물이 가는 혈관강(血管腔)의 일부 또는 전부를 막은 상태이다. 혈관을 차단할 수도 있다. 처음부터 차단을 일으키는 혈전증과는 구별한다.

## 용어
이 용어의 영어 낱말 embolism은 "사이에 들어감"을 뜻하는 그리스어 낱말 ἐμβολισμός에서 비롯한 것이다.

## 분류

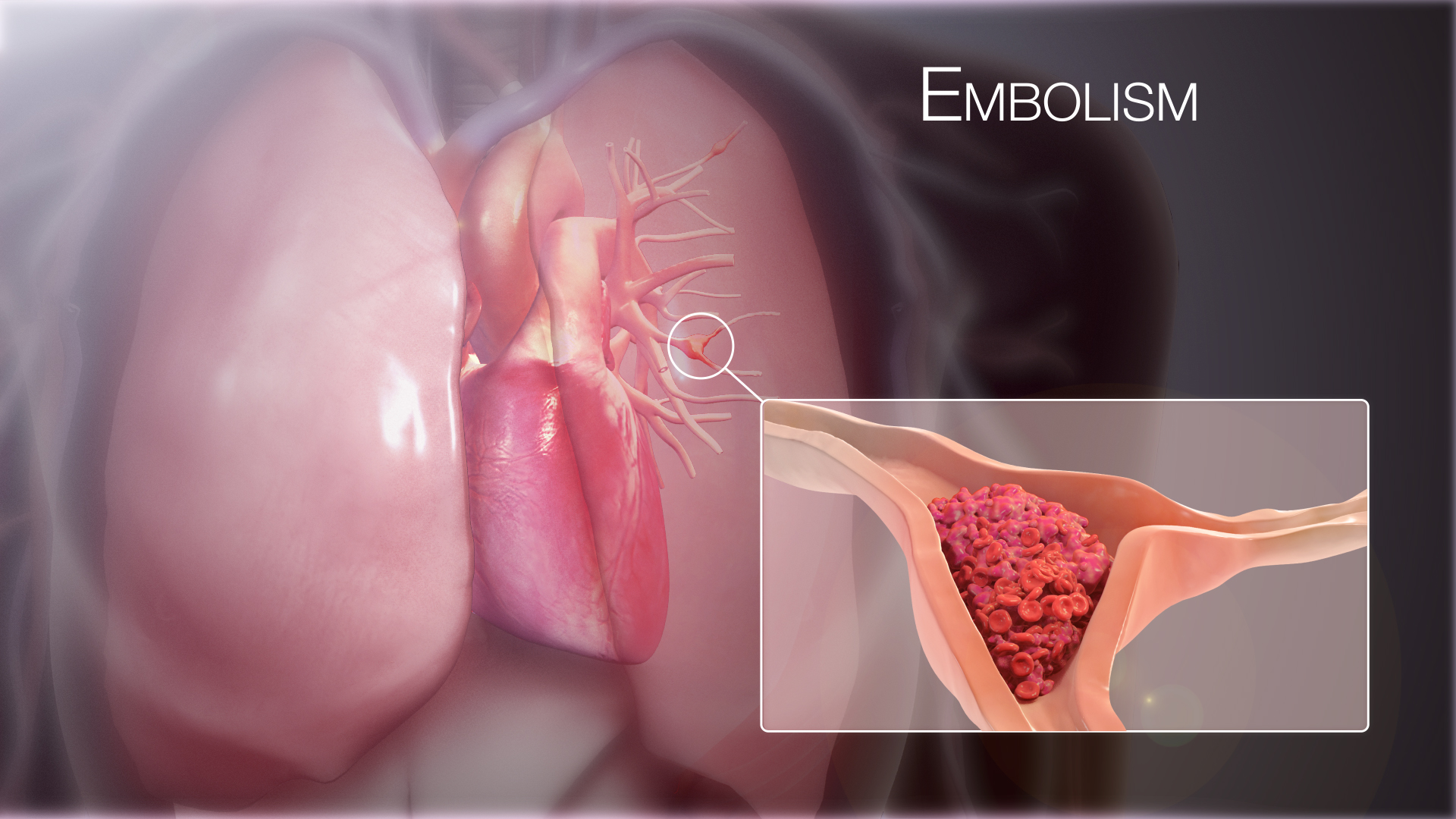
색전증

색전증에는 여러 종류가 있으며 그 중 일부가 아래에 나열되어 있다. 색전증은 순환에 들어가는 위치에 따라서는 크게 동맥성이냐 정맥성이냐로 분류된다.

### 동맥성색전증
동맥성색전증은 몸의 어느 부위에서나 차단을 일으킬 수 있다. 혈액 공급의 차단으로 인해 조직이 괴사하는 경색의 주요 원인이다.
심장이나 경동맥으로부터 뇌에 색전이 상주하면 허혈로 인한 뇌졸중이 발생할 가능성이 매우 높다.

## 같이 보기
- 폐 색전증
- 색전형성(embolization, 색전술)
- 혈전(thrombus)
- 색전(embolus)
- 혈전증(thrombosis)
- 혈전색전증(thromboembolism)